# Colletes yemensis
Colletes yemensis är en biart som beskrevs av Noskiewicz 1929. Colletes yemensis ingår i släktet sidenbin, och familjen korttungebin. Inga underarter finns listade i Catalogue of Life.